# HD 154672 b
HD 154672 b é um planeta extrassolar a aproximadamente 215 anos-luz da Terra na constelação de Ara, orbitando a estrela subgigante de classe G HD 154672. Tem uma massa mínima de cinco vezes a de Júpiter e orbita a estrela a cerca de 60% da distância entre a Terra e o Sol. Sua órbita é bastante elíptica, o que causa sua temperatura variar significativamente conforme se aproxima e afasta da estrela. Esse planeta foi descoberto no Observatório Las Campanas em 2008 usando o método da velocidade radial. Junto com HD 205739 b, os planetas foram os primeiros descobertos pelo N2K Consortium usando os Telescópios Magalhães.

## Descoberta

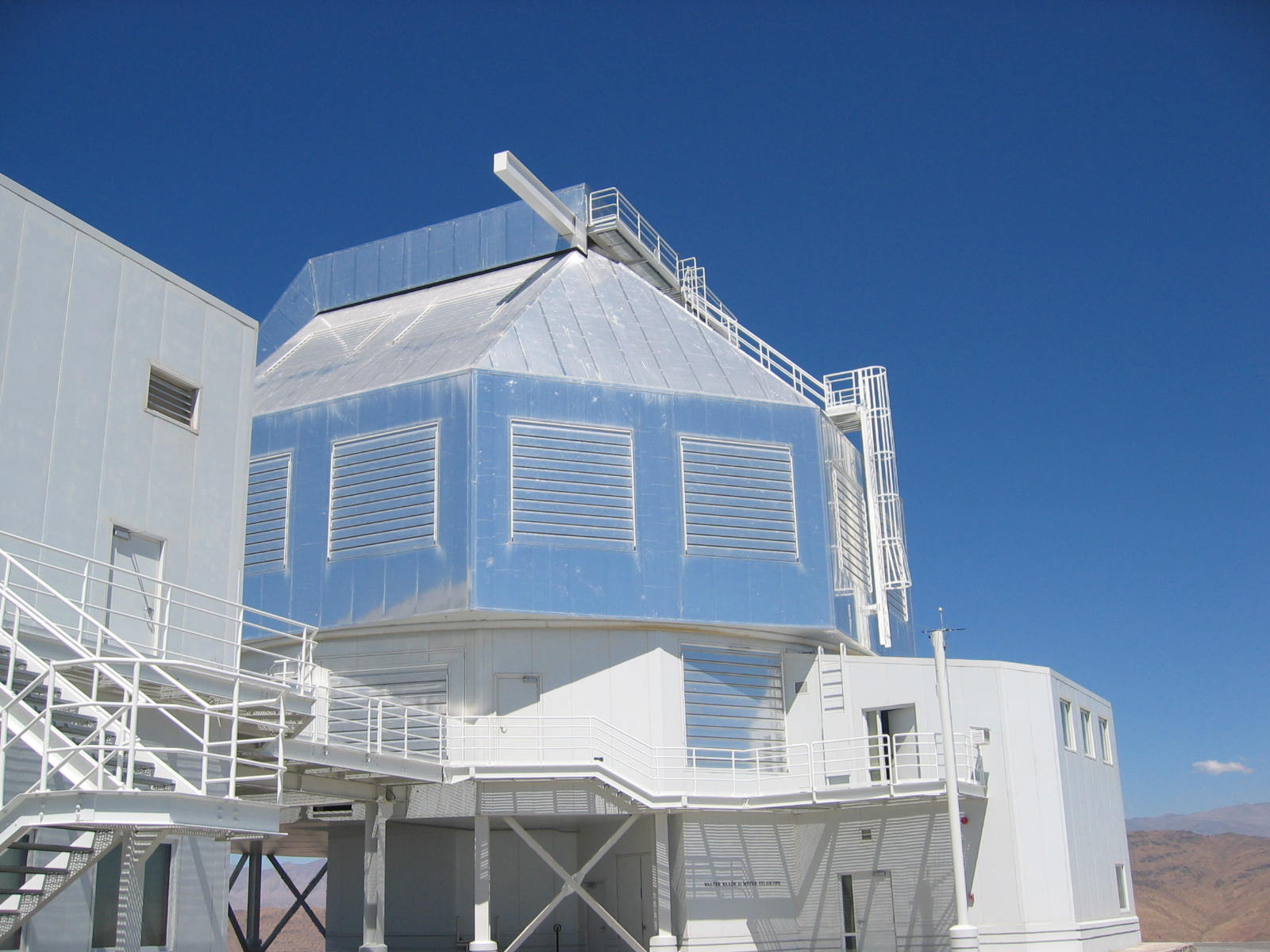
Os Telescópios Magalhães, usados na descoberta de HD 154672 b.

O N2K Consortium é uma colaboração de astrônomos que buscam achar exoplanetas fazendo medições de velocidade radial de estrelas antes não observadas por outras buscas por planetas. O projeto procura especificamente gigantes gasosos com órbitas curtas ao redor de estrelas ricas em metais para descobrir como a metalicidade de uma estrela e massa dos planetas que orbitam-na estão relacionadas.
Observações de velocidade radial foram feitas pelo programa N2K usando um espectrógrafo dos Telescópios Magalhães no Observatório Las Campanas no Chile desde 2004. Com base nessas observações, as estrelas HD 154672 e HD 205739 estavam entre as indicadas como possíveis sistemas planetários. Originalmente acreditava-se que as duas estrelas tinham planetas Júpiters quentes, mas 3,5 anos de observações adicionais revelaram que as órbitas dos candidatos a planeta eram bem maiores do que inicialmente esperado. A descoberta de HD 154672 b foi anunciada no Astronomical Journal em 7 de outubro de 2008 junto com o planeta HD 205739 b. Os dois planetas foram os primeiro descobertos pelo programa N2K com os telescópios Magalhães.
Mais tarde HD 154672 b foi observado por uma equipe diferente de astrônomos investigando o papel da metalicidade na formação de planetas. Seis medições de velocidade radial da estrela, coletadas usando o instrumento HARPS do Observatório La Silla no Chile, foram usadas para aperfeiçoar os parâmetros do planeta.

## Características
HD 154672 b é um planeta mais massivo que Júpiter em uma órbita curta. Sua massa foi estimada sendo 5,02 vezes maior que a de Júpiter. HD 154672 b orbita sua estrela a uma distância média de 0,6 UA a cada 163,94 dias. Tem uma excentricidade orbital de 0,61, o que indica uma órbita bastante elíptica. Devido a essa alta excentricidade, a temperatura do planeta varia entre 300 K e 600 K. Se água líquida estiver presente em HD 154672 b, poderia variar entre estado líquido e gasoso conforme o planeta move-se em sua órbita. A alta excentricidade pode ser explicada tanto pelo mecanismo Kozai ou por evolução caótica de outros planetas no sistema HD 154672.
HD 154672 b tinha, na época de sua descoberta em 2008, um período orbital maior que 90% de todos os planetas descobertos. Foi o sétimo planeta conhecido a ter uma excentricidade maior que 0,6 e uma órbita menor que 300 dias.